# Okres Trenčín
Trenčín is een district (Slowaaks: Okres) in de Slowaakse regio Trenčín. De hoofdstad is Trenčín. Het district bestaat uit 3 steden (Slowaaks: Mesto) en 34 gemeenten (Slowaaks: Obec).

## Steden
- Nemšová
- Trenčianske Teplice
- Trenčín

## Lijst van gemeenten
| - Adamovské Kochanovce - Bobot - Dolná Poruba - Dolná Súča - Drietoma - Dubodiel - Horná Súča - Horňany - Horné Srnie - Hrabovka - Chocholná-Velčice - Ivanovce | - Kostolná-Záriečie - Krivosúd-Bodovka - Melčice-Lieskové - Mníchova Lehota - Motešice - Neporadza - Omšenie - Opatovce - Petrova Lehota - Selec - Skalka nad Váhom | - Soblahov - Svinná - Štvrtok - Trenčianska Teplá - Trenčianska Turná - Trenčianske Jastrabie - Trenčianske Mitice - Trenčianske Stankovce - Trenčianske Teplice - Veľká Hradná - Veľké Bierovce - Zamarovce |

Okres Bánovce nad Bebravou · Okres Ilava · Okres Myjava · Okres Nové Mesto nad Váhom · Okres Partizánske · Okres Považská Bystrica · Okres Prievidza · Okres Púchov · Okres Trenčín